# Geschützter Landschaftsbestandteil Hohlweg südlich Fahlenscheid
Der Geschützte Landschaftsbestandteil Hohlweg südlich Fahlenscheid mit einer Flächengröße von 0,12 ha liegt südlich von Fahlenscheid im Stadtgebiet von  Olpe (im Kreis Olpe). Es wurde 2020 durch den Kreistag des Kreises Olpe als Geschützter Landschaftsbestandteil (LB) mit dem Landschaftsplan  Nr. 5 Rothaarvorhöhen zwischen Olpe und Altenhundem ausgewiesen. Von 1984 bis 2020 gehörten die Flächen zum Landschaftsschutzgebiet Kreis Olpe. Von 1984 bis 2020 gehörten die Flächen zum Landschaftsschutzgebiet Kreis Olpe. Der LB grenzt direkt an die Bebauung von Fahlenscheid.

## Gebietsbeschreibung
Beim LB handelt es sich um einen gut ausgeprägter etwa 130 m langer Hohlweg. Der Hohlweg war Teil einer historischen Wegeverbindung von Siegen über Fahlenscheid nach Oberveischede. 
Der Landschaftsplan führt zum LB aus: „Der Hohlweg hat sich bis zu 2 m tief ins Gelände eingeschnitten und wird auf den Böschungskanten von alten Eichen und Eschen (mittleres Baumholz) gesäumt. Der Gehölzstreifen hebt sich mit seinen alten Laubbäumen deutlich von den umgebenden Offenlandbereichen der Rodungsinsel Fahlenscheid ab und bereichert somit das Landschaftsbild. Der Gehölzstreifen ist zudem ein strukturreiches Biotopelement und wertvoller Kleinbiotop u. a. als (zeitweiliges) Winterquartier des Raubwürgers.“

## Schutzzweck
Die Ausweisung erfolgt: 
- „zur Sicherung des Hohlweges und des Gehölzstreifens,“
- „als Lebensstätte wildlebender Pflanzen und Tiere,“
- „als Verbindungselement im Sinne des Biotopverbundsystems,“
- „als gliederndes und belebendes des Landschaftsbildes,“
- „zur Abwehr schädlicher Einwirkungen.“[1]

## Verbote
Es wurden ein spezielles Verbot für den LB erlassen:
- „das Relief des Hohlwegs durch Verfüllungen jedweder Art oder durch Abgrabung der Böschungen zu verändern.“[1]

## Gebote
Für den LB wurde ein spezielles Gebot erlassen:
- „die Laubbäume zu erhalten und in entstehenden Lücken standortgerechte, heimische Laubbaumarten nachzupflanzen.“[1]